# Phytomedicine
Phytomedicine ist eine wissenschaftliche Fachzeitschrift, die vom Elsevier-Verlag veröffentlicht wird. Sie erscheint mit zwölf Ausgaben im Jahr. Es werden Arbeiten veröffentlicht, die sich mit dem Gebiet der Pharmazie beschäftigen.
Der Impact Factor lag im Jahr 2014 bei 3,126. Nach der Statistik des ISI Web of Knowledge wird das Journal mit diesem Impact Factor in der Kategorie Pharmakologie und Pharmazie an 73. Stelle von 254 Zeitschriften, in der Kategorie medizinische Chemie an 13. Stelle von 59 Zeitschriften, in der Kategorie Botanik an 36. Stelle von 200 Zeitschriften und in der Kategorie ganzheitliche & komplementäre Medizin an zweiter Stelle von 24 Zeitschriften geführt.